# Lisa del Giocondo
Lisa del Giocondo, rozená Gherardini (15. června 1479 Florencie – 15. července 1542 tamtéž), byla italská šlechtična, považovaná za model k Leonardovu obrazu Mona Lisa, zvaném též La Gioconda nebo v pofrancouzštělé podobě La Joconde.
Pocházela ze starobylého, ale zchudlého rodu Gherardiniů z Chianti, v roce 1495 se provdala za zámožného obchodníka s hedvábím a městského radního Francesca del Giocondo, který byl výrazně starší a dvojnásobný vdovec. Žili na ulici Via della Stuffa. Rodina Giocondů se znala s rodinou da Vinci a předpokládá se, že roku 1503 si Francesco u Leonarda objednal portrét svojí ženy. Lisu del Giocondo ztotožnil s osobou na obraze jako první Giorgio Vasari, jeho domněnku potvrzuje dokument nalezený roku 2005 v knihovně Univerzity v Heidelbergu, v němž se Agostino Vespucci zmiňuje o tom, že Leonardo pracuje na obraze Giocondovy manželky.
Lisa del Giocondo porodila pět nebo šest dětí (jedna teorie vysvětluje její tajemný úsměv těhotenstvím nebo šestinedělím). Při morové epidemii v roce 1538 ovdověla a uchýlila se za dcerou do kláštera uršulinek ve Florencii, kde ve věku 63 let zemřela. V roce 2015 italští vědci oznámili, že identifikovali její ostatky, podle kterých by se dala zrekonstruovat Lisina skutečná podoba.